# 名作の風景
『名作の風景』（めいさくのふうけい）は、1995年10月7日から2005年3月26日までTBSで放送されていた紀行番組である。放送時間は毎週土曜 21:54 - 22:00 （日本標準時）。

## 概要
名作と言われる絵画・音楽・映画などが誕生するに至ったエピソードを、その舞台となった場所の映像とともに紹介していたミニ番組。番組は、毎回航空機のコックピットの映像から始まっていた。
1998年10月から1999年3月まで、番組が終わった提供クレジット後にTBS製作画面があった。画面右からTBSテレビのチャンネル番号である6マークが現れ、6マークの下には「TBS NETWORK」と「TBS NETWORK」の下には「Tokyo Broadcasting System」という文字が画面右から現れ、音声は「TBS6（ティービーエスシックス）!TBS6（ティービーエスシックス）!シックス〜!」というナレーターの早口言葉で流れる。
1999年3月にフォーラムエンジニアリングの提供クレジットではなくなり、1999年4月から日本航空 (JAL) に変更され、TBS製作画面も廃止された。
2002年4月に提供クレジットの日本航空の読みが英語に変更された。
番組の終了後、替わって全日本空輸 (ANA) がスポンサーを務める『私的チャイナビ』がスタートした。

## 他局での放送
系列局の中部日本放送も一時期この番組を放送していたことがある。